# Guangming, Shenzhen
Guangming är ett stadsdistrikt i den subprovinsiella staden Shenzhen i provinsen Guangdong i sydöstra Kina. Befolkningen uppgick till 1 095 289 vid folkräkningen 2020.
Guangming är indelat i sex stadsdelsdistrikt (jiedao).
- Fenghuang (凤凰街道)
- Gongming (公明街道)
- Guangming (光明街道)
- Matian (马田街道)
- Xinhu (新湖街道)
- Yutang (玉塘街道)